# Lipnički Šor
Lipnički Šor (em cirílico: Липнички Шор) é uma vila da Sérvia localizada no município de Loznica, pertencente ao distrito de Mačva, na região de Podrinje Jadar. A sua população era de 2571 habitantes segundo o censo de 2011.

## Demografia
| 1948  | 1953  | 1961  | 1971  | 1981  | 1991  | 2002  | 2011  |
| ----- | ----- | ----- | ----- | ----- | ----- | ----- | ----- |
| 1 421 | 1 606 | 1 775 | 1 969 | 2 240 | 2 557 | 2 673 | 2 571 |